# Osona

Comarca Osona

Osona este o comarcă, din provincia Barcelona în regiunea Catalonia (Spania).
1. ↑   http://www.observatorisocioeconomicosona.cat/index.php?seccio=tauladedades&informe=124&municipi=52&dadesunpoble=1 Lipsește sau este vid: |title= (ajutor)